# 白堊岩
白垩岩，又称白土、白墡，是一种柔软、白色、多孔的沉积碳酸盐岩。它是一种由矿物方解石组成的石灰石，最初是通过沉降到海底的微小浮游生物的压缩而在海底深处形成的。白堊岩在整个西欧很常见，那里的沉积物位于法国的部分地区，在英吉利海峡肯特郡海岸的多佛白崖等地，经常可以看到陡峭的悬崖与大海相遇。
开采白垩用于工业，如生石灰、砖块和建筑油灰，以及农业，用于提高高酸度土壤的pH值。它还用于黑板粉笔，用于在各种类型的表面上书写和绘画，尽管这些表面也可以由其他碳酸盐基矿物或石膏制成。

## 描述

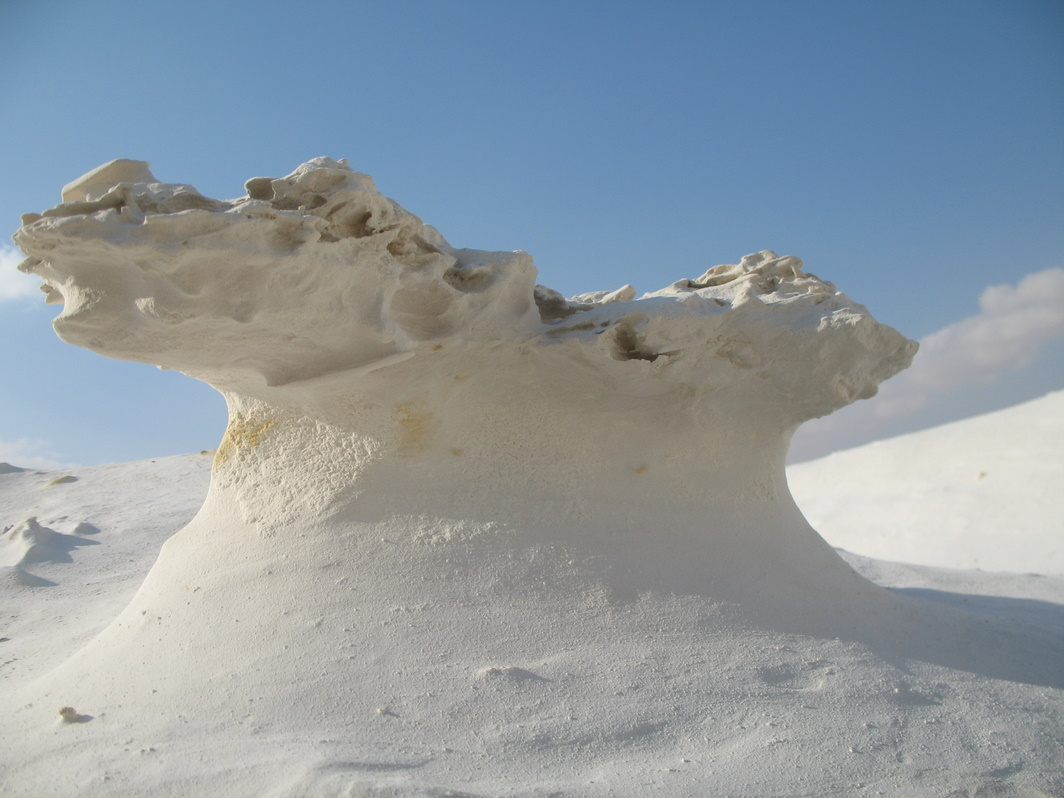
位于以色列西部内盖夫的“尼扎纳白垩曲线”是中生代特提斯洋形成的白垩沉积物

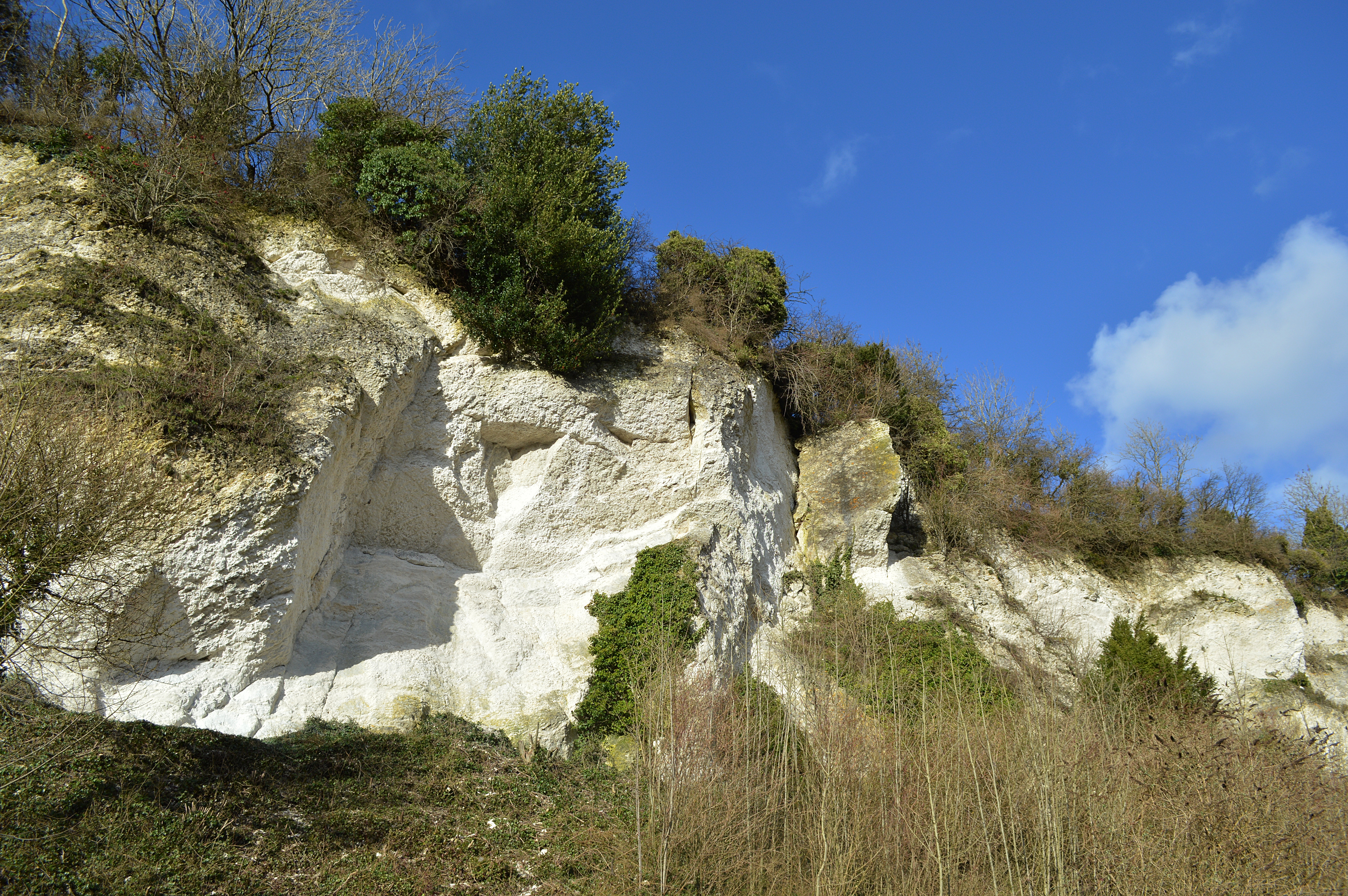
露天白垩坑，英国萨里郡Seale

白垩岩是一种质地细腻、土质的石灰石，以其浅色、柔软和高孔隙率而著称。它主要由方解石壳或浮游生物骨骼的微小碎片组成，如有孔虫或球石藻。这些碎片大多以尺寸为0.5到4微米的方解石板的形式出现，尽管大约10%到25%的典型白垩岩由尺寸为10至100微米的碎片组成。较大的碎片包括完整的浮游生物骨骼和较大生物的骨骼碎片，例如软体动物、棘皮动物或苔藓虫。
白垩通常是几乎纯方解石（CaCO
3），只有2%到4%的其他矿物质。这些通常是石英和粘土矿物，尽管有时也存在胶磷矿（隐晶质磷灰石，一种磷酸盐矿物），作为结节或小颗粒，被解释为粪便颗粒，在一些白垩层中，方解石已转化为白云石（CaMg(CO
3)
2），在少数情况下，白云石化的白垩已被脱白云石化回方解石。
白垩岩是高度多孔的，典型的孔隙率值在35%到47%之间。虽然白垩岩在外观上与石膏和硅藻土相似，但可通过其硬度、化石含量及其对酸的反应（接触时产生泡腾现象）来识别。

## 形成
白垩形成于9900万到6500万年前的白垩纪。
它沉积在广阔的大陆架上，深度在100和600（330和1,970英尺）之间，在当时的非季节性（可能是干旱）气候期间减少了附近裸露岩石的侵蚀量。由于附近没有侵蚀，所以白垩的纯度很高。产生白垩的球石藻、有孔虫等微生物多为低镁方解石骨架，沉积物沉积时已形成高度稳定的低镁方解石。这与大多数其他石灰岩形成鲜明对比，后者由高镁方解石或霰石形成，沉积后迅速转化为更稳定的低镁方解石。由于这种转化过程是石灰岩早期胶结的原因，白垩缺乏早期胶结，这部分是其高孔隙度的原因。白垩也是唯一一种通常显示出压实迹象的石灰石。

## 地质和地理分布

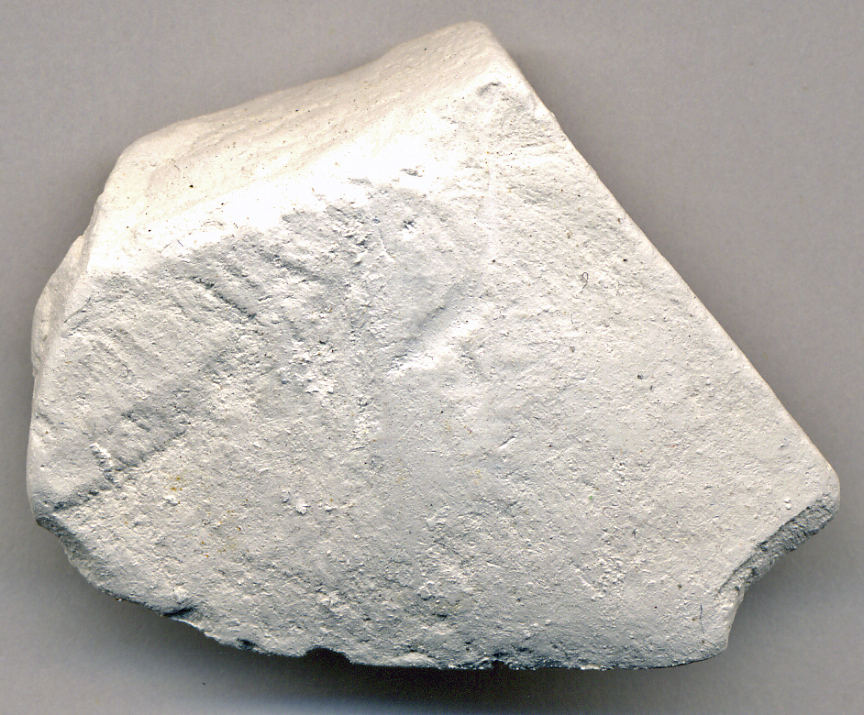
来自英格兰多佛白崖的白垩岩

白垩在白垩纪海床中很常见，以至于白垩纪以这些沉积物命名。白垩纪这个名字来源于拉丁语（chalk，意為白垩）。
白垩群是沉积于白垩纪晚期欧洲的一个地层单位。它形成了英国肯特郡著名的多佛白崖，以及多佛海峡另一侧的布兰克内兹角。法国香槟区的地下大部分是白垩矿床，其中有用于储存葡萄酒的人工洞穴。世界上一些最高的白垩悬崖出现在德国的亚斯蒙德国家公园和丹麦的默恩崖。

## 开采

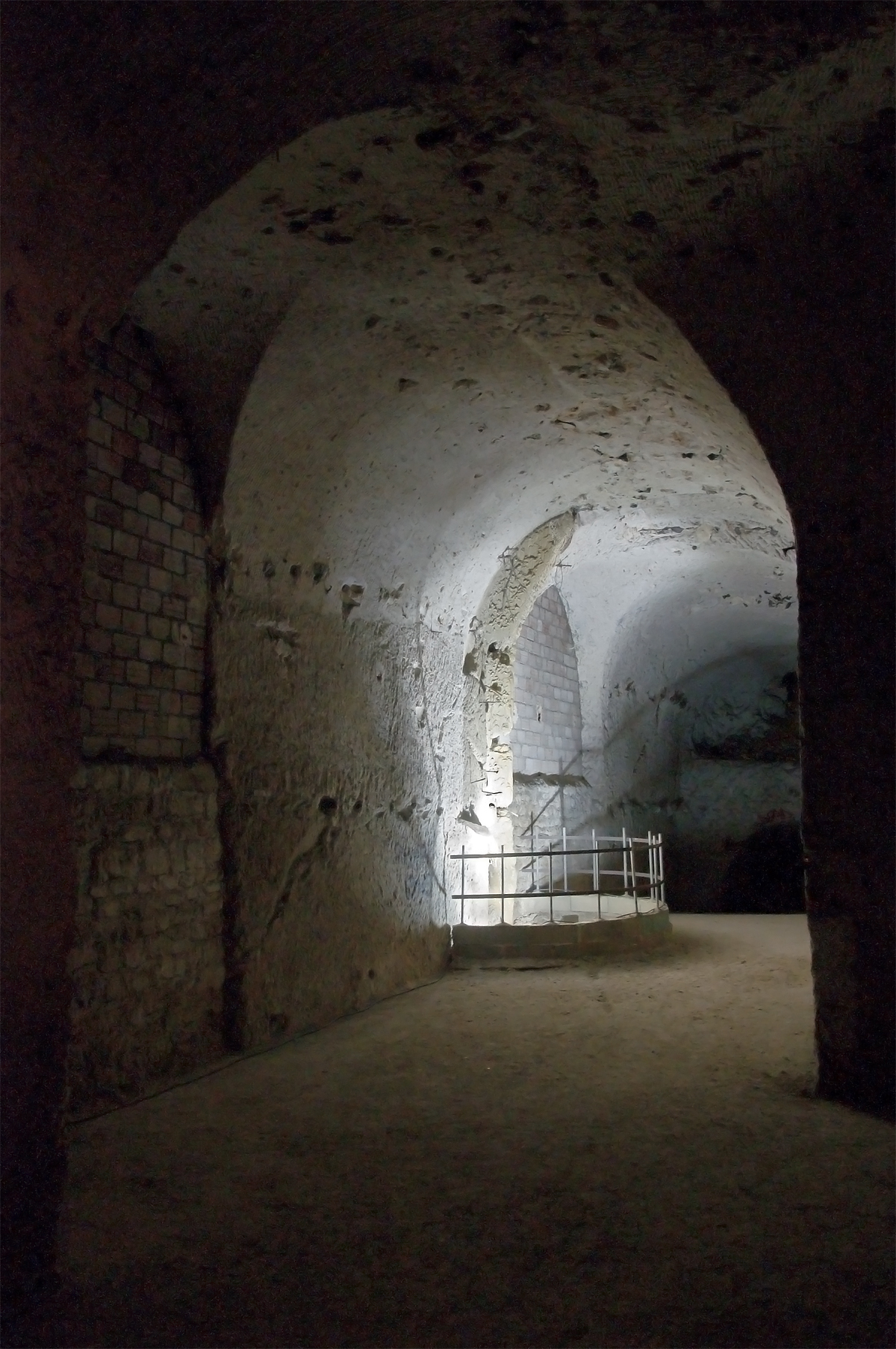
法国默东的前地下白垩矿

白垩是从地上和地下的白垩矿床中开采出来的。由于对生石灰和砖等白垩产品的需求，工业革命期间白垩开采蓬勃发展。